# José Nicolás de Azara

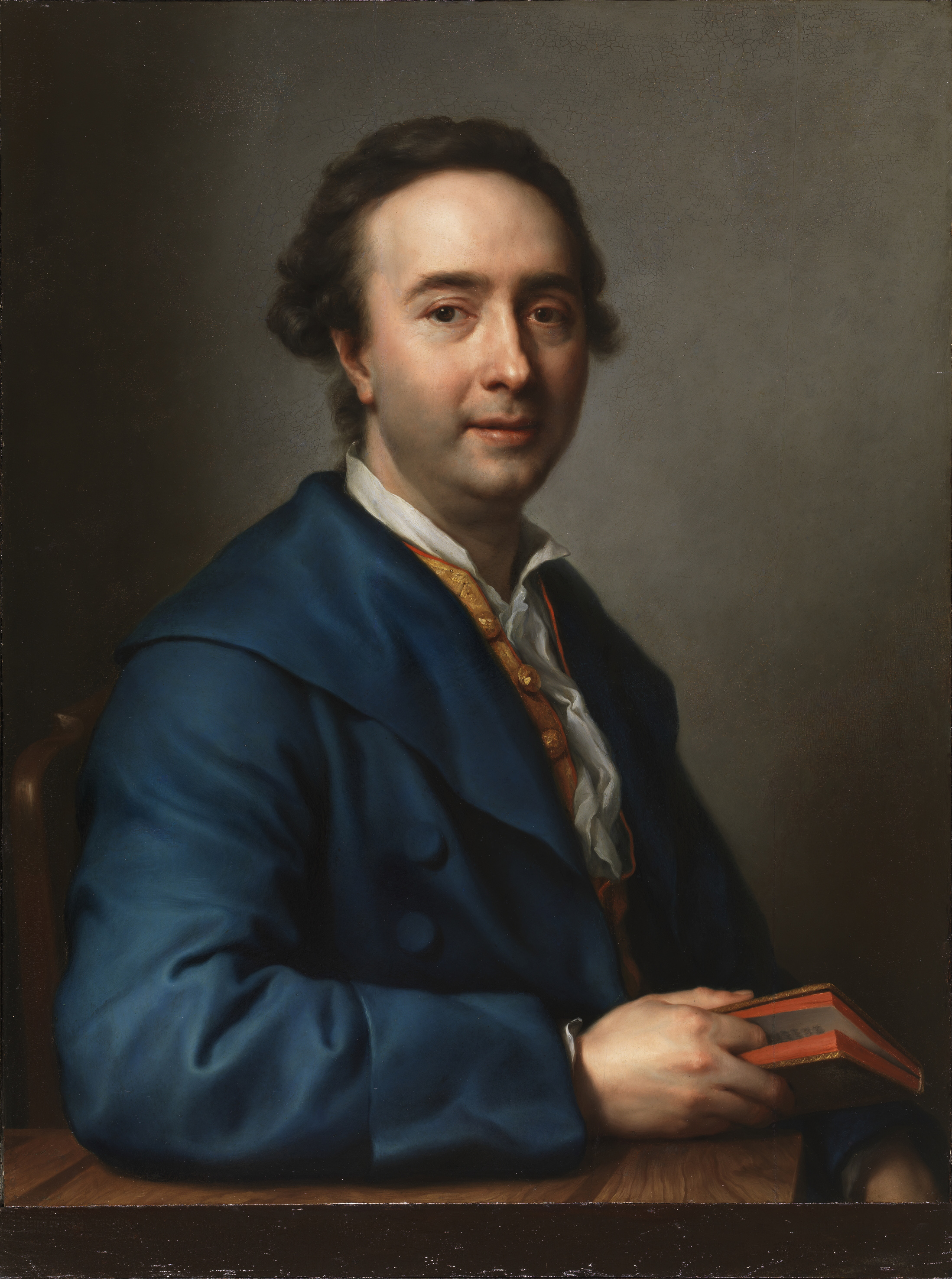
José Nicolás de Azara, gemalt von Anton Raphael Mengs

Don José Nicolás de Azara, Herzog von Nibbiano (* 5. Dezember 1730 in Barbuñales bei Barbastro in Aragonien; † 26. Januar 1804 in Paris) war ein spanischer Politiker, Diplomat und Kunstmäzen. Er war der ältere Bruder des Naturforschers Félix de Azara.

## Leben und politisches Wirken
Azara studierte Rechtswissenschaften und Literatur in Huesca und Salamanca, das Studium schloss er mit einer Promotion ab. Als Beamter im Außenministerium wurde er unter Karl III. 1765 Gesandter in Rom. Hier war Azara in den folgenden 33 Jahren als Diplomat tätig, erst als Generalprokurator und von 1785 bis 1798 als spanischer Botschafter.
Azara hatte einen besonderen Anteil am Verbot des Jesuitenordens durch Papst Clemens XIV. am 6. August 1773. Nach Clemens’ Tod war er bei der Wahl Pius VI. behilflich. Pius musste sich während seines Pontifikats mit dem schwindenden Einfluss der katholischen Kirche auf die Politik auseinandersetzen. Azara vermittelte 1783 erfolgreich im Streit zwischen dem Vatikan und Joseph II., der in Österreich eine Staatskirche einführen wollte.
Eine wichtige Rolle spielte Azara auch bei den Verhandlungen zum Frieden von Basel vom 22. Juli 1795 zwischen Frankreich und Spanien. Als die Franzosen 1798 Rom zum zweiten Mal besetzten, zog er sich nach Florenz zurück, wohin Pius VI. verbannt worden war. Nach der Deportation des Papstes und dessen Tod in Valence 1799 handelte er in dessen Namen und Auftrag, bis im Jahr 1800 der Nachfolger Pius VII. vom Konklave gewählt wurde.
Seit März 1798 war Azara spanischer Gesandter in Paris. Er verfolgte einen frankreichfreundlichen Kurs und schloss am 27. März 1802 den Frieden von Amiens für Karl IV. von Spanien. Er führte ebenfalls die Verhandlungen zwischen Spanien und Frankreich, die zum Dritten Vertrag von San Ildefonso vom 1. Oktober 1800 führten, in dem Spanien das Louisiana-Territorium an Frankreich abtrat und sich letztlich komplett an Napoleon auslieferte.
Im November 1803 wurde Azara von seinem Posten als Botschafter abberufen und starb wenige Wochen darauf.

## Kunstmäzen
José Nicolás de Azara war nicht nur ein Diplomat, sondern auch Kunstsammler und Kunstmäzen. In Italien erwarb er eine Sammlung griechischer Porträts, die er Karl III. schenkte und die heute im Prado in Madrid aufbewahrt wird. Auch verhalf er dem heute in Vergessenheit geratenen irischen Wissenschaftler William Bowles (1720–1784), der keine Kenntnisse des Spanischen hatte, mit einer Übersetzung dessen Hauptwerks An Introduction to the Natural History and Physical geography of Spain zu einer Veröffentlichung des Buches.
Besonders unterstützte Azara den Maler und Literaten Anton Raphael Mengs, mit dem er befreundet war, bei der Herausgabe seiner Werke. So schrieb Azara, dass Mengs nach seiner Rückkehr aus Rom August III. einige Porträts als Arbeitsproben präsentierte:
Da dieser doch daran zweifelte, daß ein Knabe in einem so zarten Alter ein Werk von so großer Vollkommenheit liefern könnte, so befahl Sr. Majestät, dass er in Gegenwart einer Italienischen Mahlerin, die eine Schülerinn von der berühmten Rosalba Cariera war, das Porträt ihres Mannes verfertigen sollte. Er machte es und der König war damit so zufrieden, daß er sogleich sich selbst von ihm mahlen ließ. (zitiert nach Lit. Prange).

## Wissenswertes
Die Gattungen Azara Ruiz & Pav. 1794 und Azaraea T.Post & Kuntze 1903 aus der Familie der Weidengewächse (Salicaceae) wurden nach José Nicolás de Azara benannt.